# USS Intrepid (1874)

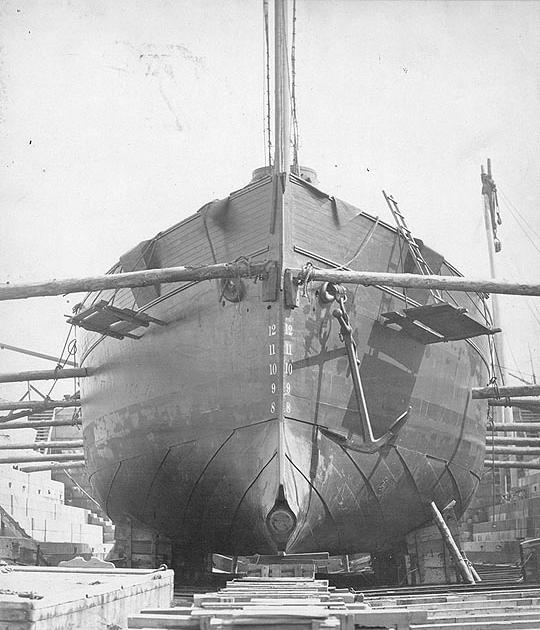
«Интрепид» в доке

Корабль Соединенных Штатов «Интрепид» (англ. USS Intrepid) — торпедно-таранный миноносец, построенный для ВМФ США в 1874 году. Первый американский корабль, получивший на вооружение самодвижущиеся торпеды Уайтхеда. Предназначался для ночных торпедно-таранных атак на корабли противника, на основании опыта аналогичных действий в Гражданской Войне в США, но оказался не очень удачным из-за своей низкой скорости и оставался на службе недолго.

## История
Гражданская война в США привнесла в военную науку новаторскую тактику применения боевых кораблей для нанесения таранных ударов по противнику или уничтожению его при помощи закрепляемых на длинном шесте мин. В ситуации кризиса морской артиллерии 1860-х, когда традиционные гладкоствольные орудия перестали быть сколь-нибудь эффективны против корабельной брони, а новые тяжелые орудия, способные пробивать броню, ещё не были созданы, активное применение мин и таранов казалось более эффективным способом уничтожения противника чем почти безрезультатные перестрелки с больших дистанций.
В 1865 году, военно-морской департамент США решил построить два мореходных таранных корабля, предназначенных для защиты побережья и ночных атак на корабли противника. Корабли должны были иметь мощный таран, способный пробить борт противника, и подводные шахты для выдвигаемых шестовых мин. После окончания гражданской войны, постройка кораблей затянулась и в строй они вошли лишь в 1870-х.

## Конструкция
Строящийся параллельно с USS Alarm, «Интрепид» был почти на треть больше, короче на 15 метров и значительно массивнее своего собрата. Он был целиком изготовлен из железа. Его основное вооружение, также составлял массивный 10-метровый таран, выглядевший ещё более несуразным на более коротком корпусе «Интрепида». Предполагалось, что за счет более округлых обводов, «Интрепид» будет обладать лучшей маневренностью.
Торпедное вооружение «Интрепида» изначально должно было состоять из трех подводных шахт для шестовых мин. Но к моменту постройки, прогресс в области самодвижущихся торпед был настолько очевиден, что корабль модернизировали для применения торпед Уайтхеда. Принципиально конструкция при этом не изменилась: торпеды Уайтхеда запускались через отверстие под тараном (также служившее для шестовых мин), и просто выталкивались длинным шестом через отверстие. Еще две шахты по бокам корабля могли использоваться для выдвижения шестовых мин (на шесте длиной в 9 метров) под углом в 45 градусов от диаметральной линии, на случай промаха при таранной атаке.
В отличие от «Аларм», «Интрепид» имел полный броневой пояс по ватерлинии, изготовленный из кованого железа и достигающий в толщину 127 миллиметров. Горизонтальная защита отсутствовала, что делало корабль уязвимым для обстрела с мачт и надстроек во время таранных атак. Вооружение корабля состояло из четырёх легких 24-фунтовых гаубиц, которыми предполагалось обстреливать палубы броненосцев противника на сближении (большинство кораблей того времени не имели брони, защищающей от навесного обстрела) и при сближении для таранного удара — стрелять картечью по палубе и легким орудиям.
В движение «Интрепид» приводила паровая машина мощностью в 1890 л.с., работавшая (в отличие от «Аларма») на обычный винт. Хотя силовая установка была вдвое мощнее чем у «Аларма», а винт — эффективнее, чем используемое на «Аларме» горизонтальное колесо, итоговая скорость составила всего 11 узлов — лишь на один узел больше чем у «Аларм». Для экономии угля корабль нес парусное оснащение шхуны с двумя мачтами, которое сильное демаскировало силуэт в ночных атаках.

## Служба
«Интрепид» вступил в строй в 1874 году, и использовался в основном для торпедных испытаний. Серия тестов, проведенных на торпедной станции в Норфолке наглядно продемонстрировала, что медлительный, крупный таранный миноносец практически не способен выполнять свою задачу: появившиеся в 1870-х казнозарядные пушки могли просто расстрелять «Интрепид» пока тот приближался бы на дистанцию пуска. Сразу же после испытаний корабль был временно поставлен в резерв, возвращен в строй в 1875, и оставался в строю до конца десятилетия, практически не покидая портов Новой Англии.
В 1882 году, военно-морской департамент предложил переделать устаревший но ещё крепкий «Интрепид» в легкую канонерку для службы в Китае. Конгресс поддержал проект, и корабль был поставлен на верфь для перевооружения. Работы тянулись очень медленно, и в 1889 году, после осмотра корпуса было решено, что деревянная конструкция корабля пришла в негодность. В 1889 году работы остановили и в 1892 корабль продали на слом.